# هيرويوكي توميتا
هيرويوكي توميتا (باليابانية: 冨田洋之 ) (و. 1980  م) هو لاعب جمباز فني ياباني، ولد في أوساكا، شارك في الألعاب الأولمبية الصيفية 2008، ودورة الألعاب الآسيوية 2006، ودورة الألعاب الآسيوية 2002، والألعاب الأولمبية الصيفية 2004، وGymnastics at the 2004 Summer Olympics – Men's parallel bars ‏.

## التعليم
تعلم في Juntendo University ‏.

## وصلات خارجية
- هيرويوكي توميتا على موقع IMDb (الإنجليزية)
- هيرويوكي توميتا على موقع الاتحاد الدولي للجمباز (licence) (الإنجليزية)
- هيرويوكي توميتا على موقع الاتحاد الدولي للجمباز (biography) (الإنجليزية)
- هيرويوكي توميتا على موقع اللجنة الأولمبية الدولية (الإنجليزية)
- هيرويوكي توميتا على موقع أوليمبيديا (الإنجليزية)
- هيرويوكي توميتا في قاعدة بيانات الأفلام على الإنترنت
- هيرويوكي توميتا  على موقع SportsReference  - سبورتس رفرنس